# Marcel Bonnaud
Marcel Bonnaud (n. 13 mai 1935, Crépy-en-Valois, Picardie⁠(d), Franța – d. 5 aprilie 2010, Limoges, Franța) a fost un actor și regizor francez.
Marcel Bonnaud a regizat un spectacol pentru prima oară pe o scenă de teatru la vârsta de 19 ani, după ce și-a luat bacalaureatul. Câțiva ani mai târziu și-a început cariera artistică. A devenit primar al orașului Chalard în 2001, a fost reales în 2008 și așa a rămas așa până la moartea sa în 2010.
A fost directorul Centrului de Acțiune Culturală Mâcon, director pentru o perioadă de patru ani la Centrul Georges Pompidou, curator la diverse expoziții și director de evenimente și spectacole organizate aici, așa cum au fost Tricentenarul morții lui Molière în 1973, la Musée des Arts Décoratifs din Paris, Reformatorul Vauban, în 1982, la Muzeul Monumentelor Franceze și, de asemenea, retrospectivele Jean Messagier și Mario Prassinos la Grand Palais.